# Martijn Lakemeier
Martijn Lakemeier (Zwijndrecht, 17 de setembro de 1993) é um ator holandês. Ele é mais conhecido por sua atuação como Michiel em Winter in Wartime, pelo qual ganhou vários prêmios, incluindo o Bezerro de Ouro de Melhor Ator (2009).

## Biografia
Lakemeier estudou atuação na Academia de Artes Dramáticas de Maastricht. Ele desempenhou papéis em vários filmes e séries de TV holandeses, como De Marathon (2012), De geheimen van Barslet (2012), It's All So Quiet (2013), Ventoux (2015) e Yes I do (2015). Na TV ele pode ser visto na série Dutch Hope (2014), que ganhou o Bezerro de Ouro de Melhor Série de TV.
Lakemeier estrelou como Johan, um jovem soldado holandês no filme De Oost de 2020. Seu personagem Johan serviu sob o comando do polêmico oficial do Exército Real das Índias Orientais Holandesas (KNIL), Raymond Westerling, em Sulawesi do Sul durante a Revolução Nacional Indonésia.

## Filmografia parcial
- Winter in Wartime (2008)
- Lover of Loser (2009)
- De Marathon (2012)
- Adios Amigos (2016)
- De Oost (2020)